# Cầu Yi Sun-sin
Cầu Yi Sun-sin (Hangul: 이순신대교; Hanja: 李舜臣大橋) là cây cầu treo ở bờ biển phía nam Hàn Quốc. Cây cầu là một phần của Đường tiếp cận Khu công nghiệp Yeosu. Đây là cây cầu treo dài thứ năm trên thế giới về chiều dài nhịp chính là 1.545 m kể từ khi nó được khánh thành vào năm 2012. Cây cầu nối Gwangyang với Myodo-dong, một hòn đảo nhỏ thuộc thành phố Yeosu.
'Yi Sun-sin' là tên của vị Đô đốc Triều Tiên sinh năm 1545 và chế tạo tàu chiến bọc sắt đầu tiên trên thế giới có tên là "tàu Rùa" và bảo vệ đất nước chống lại hải quân Nhật Bản trong triều đại Joseon. Cây cầu được thiết kế bởi tập đoàn Yooshin và được xây dựng bởi Công ty công nghiệp Da006.
Không giống như các cây cầu treo trước đây ở Hàn Quốc, các kỹ sư của Da006 đã tự mình thực hiện toàn bộ kỹ thuật xây dựng mặc dù có quy mô vượt trội so với trước đây.
Cây cầu vào chung kết trong Giải thưởng cấu trúc xuất sắc 2013.